# Sericolea papuana
Sericolea papuana är en tvåhjärtbladig växtart som först beskrevs av F. Müll., och fick sitt nu gällande namn av V. Steenis. Sericolea papuana ingår i släktet Sericolea och familjen Elaeocarpaceae. Inga underarter finns listade i Catalogue of Life.